# Kaislakaarteensaari (ö i Södra Savolax)
Kaislakaarteensaari är en ö i Finland. Den ligger i sjön Varpajärvi och i kommunen Heinävesi i den ekonomiska regionen  Nyslotts ekonomiska region  och landskapet Södra Savolax, i den sydöstra delen av landet, 300 km nordost om huvudstaden Helsingfors. Öns area är 0,8 hektar och dess största längd är 180 meter i sydöst-nordvästlig riktning.